# 沢山村
沢山村（さわやまむら）は茨城県東茨城郡にかつて存在した村である。

## 地理
- 現在の城里町、旧桂村の北部に位置する。
- 村は那珂川の西岸に位置している。
- 八溝山地に位置し、村域のほとんどは山がちな地形である。

## 歴史
村名は上阿野沢村・下阿野沢村の沢と阿波山村の山を組み合せて沢山村となった。

### 村域の変遷
- 1889年（明治22年）4月1日 - 町村制施行により、阿波山村・上阿野沢村・下阿野沢村・赤沢村が合併し東茨城郡沢山村が発足。
- 1955年（昭和30年）2月11日 - 沢山村は圷村・岩船村ととも合併し桂村が発足。沢山村は消滅。

変遷表
| 1868年 以前 | 1868年 以前 | 明治22年 4月1日 | 昭和30年 2月11日 | 平成17年 2月1日 | 現在   |
| ----------- | ----------- | --------------- | ---------------- | --------------- | ------ |
|             | 阿波山村    | 沢山村          | 桂村             | 城里町          | 城里町 |
|             | 上阿野沢村  | 沢山村          | 桂村             | 城里町          | 城里町 |
|             | 下阿野沢村  | 沢山村          | 桂村             | 城里町          | 城里町 |
|             | 赤沢村      | 沢山村          | 桂村             | 城里町          | 城里町 |

## 人口・世帯

### 人口
総数 [単位： 人]
| 1891年（明治24年） | 1,976 |
| 1920年（大正 9年） | 2,200 |
| 1935年（昭和10年） | 2,636 |
| 1950年（昭和25年） | 3,479 |

### 世帯
総数 [単位： 世帯]
| 1920年（大正 9年） | 480 |
| 1935年（昭和10年） | 578 |
| 1950年（昭和25年） | 687 |

## 交通

### 鉄道
- 茨城交通
  - 茨城線（1966年6月1日に営業廃止）
    - 阿波山駅 - 阿野沢駅 - 御前山駅

## 著名な出身者
- 譲原昌子 - 小説家